# Luis Gneiting
Luis Roberto Gneiting Dichtiar (pronunciación en alemán: /ˈɡnaɪ̯tɪŋ ˈdɪçtiˌaːɐ̯/; Carmen del Paraná, 22 de febrero de 1968-cerca de Ayolas, 25 de julio de 2018) fue un político paraguayo.

## Biografía

### Primeros años y educación
Era hijo de Miguel Gneiting, un político del Partido Colorado de la época stronista. Su madre, Irene Dichtiar, falleció debido a una enfermedad terminal horas después del accidente aéreo en el cual falleció Gneiting; ella no estaba al tanto de la entonces desaparición del avión. Gneiting egresó como doctor en ciencias veterinarias en la Universidad Nacional de Asunción, siendo Medalla de Oro de su promoción.

### Carrera política
Fue intendente municipal de Carmen del Paraná de 1997 a 1999, reemplazando en el cargo a su padre. En 2008 fue elegido diputado nacional por Itapúa para el periodo 2008-2013. En 2013 fue elegido gobernador de Itapúa para el periodo constitucional 2013-2018.
En 2017, Gneiting fue anunciado como precandidato a vicepresidente en las primarias presidenciales del Partido Colorado por el movimiento Honor Colorado —liderado por el presidente de Paraguay Horacio Cartes—, como compañero de fórmula de la chapa de Santiago Peña, motivo por el cual renunció al cargo de gobernador en agosto de ese año. La fórmula Peña-Gneiting finalmente no tuvo éxito en las primarias presidenciales del Partido Colorado en diciembre, siendo derrotada por la fórmula encabezada por Mario Abdo Benítez, quien luego ganaría las elecciones generales de 2018 y la presidencia del Paraguay.
En mayo de 2018, Gneiting fue designado como ministro de Agricultura y Ganadería luego de que el anterior ministro fuera destituido tras un escándalo de contrabando de carne. Gneiting asumió el cargo el 24 de mayo.

### Muerte
En el anochecer del 25 de julio de 2018, una avioneta del Ministerio de Agricultura y Ganadería en la que el ministro Gneiting iba como pasajero, acompañado por el viceministro Vicente Ramírez, el piloto Gerardo López y el copiloto Luis Charotti, que partió de Ayolas con dirección a Asunción, fue reportada desaparecida luego de que se perdiera contacto radiofónico con la misma.
En horas de la mañana del 26 de julio, los restos de la avioneta fueron hallados en un esteral a unos 6 km del lugar de despegue; rescatistas confirmaron que no hubo sobrevivientes.

## Vida personal
Gneiting estuvo casado en primeras nupcias con Delia Edith Floris Cardozo, con quien tuvo dos hijos, Guillermo y Viviane Gneiting. Se divorció en abril de 2012. En segundas nupcias se unió a Liliana Beatriz Benítez, quien fue administradora del Tribunal Superior de Justicia Electoral (TSJE) de Paraguay.